# Melilot
Melilot (hebr.: מלילות) – moszaw położony w samorządzie regionu Sedot Negew, w Dystrykcie Południowym, w Izraelu.
Leży w środkowej części pustyni Negew, w pobliżu miasta Netiwot.

## Historia
Moszaw został założony w 1953 przez imigrantów z Iranu i Kurdystanu.

## Gospodarka
Gospodarka moszawu opiera się na intensywnym rolnictwie i uprawach w szklarniach.